# Camponotus godmani
Camponotus godmani é uma espécie de inseto do gênero Camponotus, pertencente à família Formicidae.